# Karin Stjärne Lindström
Karin Aurora Ulfsdotter Stjärne Lindström, tidigare Ericson, född den 20 augusti 1973, är en svensk koncernchef, TV-producent och produktionsbolagsdirektör.

## Biografi
Karin Stjärne började arbeta med TV år 1993 då hon praktiserade som scenografassistent på SVT. Därefter har hon arbetat för flera kanaler. Från år 2003 var hon chef för Nickelodeon Skandinavien och lanserade SvampBob Fyrkant och Dora utforskaren. Hon har därefter varit exekutiv producent på TV4 för program som Jeopardy!, Äntligen hemma, Talang och Let's Dance.
Den 1 mars 2008 blev hon svensk VD för produktionsbolaget Nordisk Film TV där producerades bland annat Tjuvarnas jul, Arga snickaren, Sofias änglar, The Voice, Fuskbyggarna, Det okända.
År 2013 lämnade Stjärne Nordisk Film TV för att bli programdirektör på MTG TV, vilket inkluderade TV3, TV6, TV8 och TV10. Där hon satt med i ledningsgruppen och lanserade bland annat realityserien Parneviks, AVOD-tjänsten Viafree och SVOD-tjänsten Viaplay.
I början av 2017 lämnade hon MTG för att från april 2017 bli nordisk vd för Endemol Shines nio nordiska bolag. Som koncernchef ansvarade Stjärne ekonomiskt och strategiskt för Filmlance International, Meter Television AB, Mag 5, Sto-Cph i Sverige, Metronome i Danmark, EndemolShine Finland och Rubicon i Norge där hon även agerade tillförordnad VD under 2018–2019. Under hennes ledning 2017–2020 sålde bolagen nya format/serier som Lego Masters, Björnstad, Top Dog, Alene sammen, All Together Now, The Heist, Beforeigners, Ex on the beach, The Island, Family Food Fight, I Lomma på Silje, Pointless och Kalifat.
Under år 2020 slogs Endemol Shine ihop med konkurrenten Banijay, varpå Stjärne lämnade företaget. I början av 2021 började Lindström på reklambyrån Nord DDB där hon blev "head of format and entertainment".
Hösten 2021 återvände Lindström till TV-branschen när hon anställdes som chef för originalinnehåll på Amazon Prime Video i Norden. Året därpå ansvarade för lanseringen av Amazons första svenska originalserier. Toppen hade premiär först, därefter följde några till under året.

## Familj
Karin Stjärne Lindström är mor till barnskådespelarna Tea Stjärne och Polly Stjärne.
Hon var tidigare gift med reklammannen Jacob Stjärne. 2020 gifte hon sig med Peter Lindström, som haft flera ledande positioner inom TV4 och sedan 2017 är Director Members and Markets på STIM.